# النافعي (المحفد)

تعديل مصدري - تعديل

النافعي هي إحدى قرى عزلة المحفد بمديرية المحفد التابعة لمحافظة أبين، بلغ تعداد سكانها 66 نسمة حسب تعداد اليمن لعام 2004.